# Ясіново
Ясі́ново (рос. Ясиново, башк. Ясин) — присілок у складі Мечетлінського району Башкортостану, Росія. Входить до складу Новомещеровської сільської ради.
Населення — 164 особи (2010; 149 в 2002).
Національний склад:
- башкири — 100 %